# Telefonía móvil 3G
En telecomunicaciones, 3G es una abreviación que hace referencia a la tercera generación de tecnologías de transmisión de voz y datos a través de telefonía móvil mediante UMTS (Universal Mobile Telecommunications System o servicio universal de telecomunicaciones móviles). Los servicios asociados con la tercera generación proporcionan la posibilidad de transferir voz y datos no-voz (como la descarga de programas, intercambio de correos electrónicos, y mensajería instantánea). 
Aunque esta tecnología estaba orientada a la telefonía móvil, desde hace unos años las operadoras de telefonía móvil ofrecen servicios exclusivos de conexión a Internet mediante módem USB, sin necesidad de adquirir un teléfono móvil, por lo que cualquier computadora puede disponer de acceso a Internet. Existen otros dispositivos como algunos ultraportátiles (netbooks) y tabletas que incorporan el módem integrado en el propio equipo. En todos los casos requieren una tarjeta SIM para su uso, aunque el uso del número de teléfono móvil asociado a la tarjeta para realizar o recibir llamadas pueda estar bloqueado o estar asociado a un número con contrato 3G.
La mayoría de móviles 3G soportan su uso como módem USB (soportado por todos los teléfonos inteligentes con Android y con iOS) y algunos permiten su uso vía Wi-Fi o Bluetooth.

## Evolución del 2G al 3G
Las redes 2G se construyeron principalmente para transmisiones de voz y la transmisión de datos era lenta. Dados los cambios rápidos en las expectativas de los usuarios, no cumplen las necesidades inalámbricas de la actualidad. La evolución del 2G al 3G puede subdividirse en las siguientes fases: 
- De 2G a 2.5G
- De 2.5G a 2.75G
- De 2.75G a 3G

### De 2G a 2.5G (GPRS)
El primer gran paso en la evolución al 2G ocurrió con la entrada del Servicio General de Paquetes vía Radio (GPRS - General Packet Radio Service). Los servicios de los móviles relacionados con el GPRS se convirtieron en 2.5G.
El GPRS podía dar velocidad de datos desde 56 kbit/s hasta 114 kbit/s. Puede usarse para servicios como el acceso al protocolo de aplicaciones inalámbricas (WAP - Wireless Application Protocol), servicio de mensajes cortos (SMS - Short Messaging Service), sistema de mensajería multimedia (MMS - Multimedia Messaging Service), y para servicios de comunicación por Internet como el correo electrónico y el acceso a la web. La transmisión de datos GPRS es normalmente cobrada por cada megabyte transferido, mientras que la comunicación de datos vía conmutación de circuitos tradicional es facturada por minuto de tiempo de conexión, independientemente de si el usuario está realmente usando la capacidad o si está parado. 
El GPRS es una gran opción para el servicio de intercambio de paquetes, al contrario que el intercambio de circuitos, donde una cierta calidad de servicio (QoS) está garantizada durante la conexión para los no usuarios de móvil. Proporciona cierta velocidad en la transferencia de datos, mediante el uso de canales no usados del acceso múltiple por división de tiempo (TDMA). Al principio se pensó en extender el GPRS para que diera cobertura a otros estándares, pero en vez de eso esas redes están convirtiéndose para usar el estándar GSM, de manera que el GSM es el único tipo de red en la que se usa GPRS. El GPRS está integrado en el lanzamiento GSM 97 y en nuevos lanzamientos. Originariamente fue estandarizado por el Instituto Europeo de Normas de Telecomunicaciones (ETSI), pero ahora lo está por el 3GPP.
Desde el punto de vista de la arquitecturas de estas redes, podemos notar un importante cambio con la  incorporación de este nuevo "Core" de GPRS.
A continuación se presentan las diferentes arquitecturas de estas redes, según su tecnología.

## Estándares en 3G
Las tecnologías de 3G son la respuesta a la especificación IMT-2000 de la Unión Internacional de Telecomunicaciones. En Europa y Japón se seleccionó el estándar UMTS (Universal Mobile Telecommunication System), basado en la tecnología W-CDMA. UMTS está gestionado por la organización 3GPP, también responsable de GSM, GPRS y EDGE.
En 3G también está prevista la evolución de redes 2G y 2.5G. GSM y TDMA IS-136 son reemplazadas por UMTS, las redes cdmaOne evolucionan a CDMA2000. EvDO es una evolución muy común de redes 2G y 2.5G basadas en CDMA2000
High-Speed Packet Access (HSPA) es una fusión de dos protocolos móviles, High Speed Downlink Packet Access (HSDPA) y High Speed Uplink Packet Access (HSUPA) que extiende y mejora el rendimiento de las redes de telecomunicaciones móviles de tercera generación (3G), como son el 3.5G o HSDPA y 3.5G Plus, 3.75G o HSUPA existentes utilizando los protocolos WCDMA.
A finales de 2008 se lanzó un estándar 3GPP aún más mejorado, Evolved High Speed Packet Access (también conocido como HSPA+), posteriormente adoptado a nivel mundial a partir de 2010. Este nuevo estándar permitía llegar a velocidades de datos tan altas como 337Kbit/s en el enlace descendente y 34Kbit/s en el enlace ascendente. Sin embargo, estas velocidades se consigue rara vez en la práctica.

## Seguridad
Las redes 3G ofrecen mayor grado de seguridad en comparación con sus predecesoras 2G. Al permitir a la UE autenticar la red a la que se está conectando, el usuario puede asegurarse de que la red es la intencionada y no una imitación. En la Conferencia Black Hat 2010 un hacker demostró (con un presupuesto de 1500 dólares) que podía obtener números telefónicos e incluso escuchar las llamadas de teléfonos GSM cercanos, esto era logrado haciéndose pasar por una base (antena receptora/transmisora) de la telefónica AT&T en este caso. Las redes 3G usan el cifrado por bloques KASUMI en vez del anterior cifrador de flujo A5/1. Aun así, se han identificado algunas debilidades en el código KASUMI.
Además de la infraestructura de seguridad de las redes 3G, se ofrece seguridad de un extremo al otro cuando se accede a aplicaciones framework como IMS, aunque esto no es algo que sólo se haga en 3G.

## Problemas iniciales
- Falta de cobertura por tratarse de un nuevo servicio.
- Precios altos de los servicios de los móviles 3G en algunos países, incluyendo el acceso a Internet y redes móviles.

## Ventajas y desventajas de la red 3G

### Ventajas
- Transmisión de voz con calidad equiparable a la de las redes fijas.
- Mayor velocidad de conexión, ante caídas de señal.

Todo esto hace que esta tecnología sea ideal para prestar diversos servicios multimedia móviles.

### Desventajas
- Aparición del efecto conocido como «cell breathing» (en español respiración celular), según el cual, a medida que aumenta la carga de tráfico en un sector (o celda), el sistema va disminuyendo la potencia de emisión, o lo que es lo mismo, va reduciendo el alcance de cobertura de la celda, pudiéndose llegar a generar zonas de "sombra" (sin cobertura), entre celdas adyacentes.

## Evolución
Ambos, 3GPP y 3GPP2, están trabajando en el estándar 3G que se basan en una infraestructura convergente y el uso de tecnologías inalámbricas avanzadas, como MIMO. Estas especificaciones ya mostradas cuenta con características para IMT-Advanced (4G), el sucesor de la tecnología 3G. Sin embargo, estando por debajo de los requisitos de ancho de banda para 4G (que son 1 Gbps para estacionario y 100 Mbps para operación móvil), estas normas se clasifican como 3.9G o pre-4G.
3GPP tiene previsto dar a conocer los objetivos del 4G LTE Advanced, mientras que Qualcomm ha frenado el desarrollo de la UMB en favor de la familia LTE.
El 14 de diciembre de 2009, la empresa de comunicaciones Telia Company (antes TeliaSonera) anunció en un comunicado de prensa lo siguiente: "Estamos muy orgullosos de ser el primer operador del mundo en ofrecer a nuestros clientes servicios 4G". Con el lanzamiento de su red LTE, inicialmente estuvieron ofreciendo servicios "pre-4G" (o "más allá de 3G") en Estocolmo, Oslo y otros países .